# Cérvol d'Alfred
El cérvol d'Alfred (Cervus alfredi) és una espècie de cérvol nadiua dels boscos tropicals del grup d'illes Visayas, al centre de les Filipines. És una de les tres espècies de cérvol originàries de les Filipines. Fa 125-130 centímetres de llarg, 70-80 cm d'alçada i pesa entre 25 i 80 kg.